# Турбулентність ясного неба

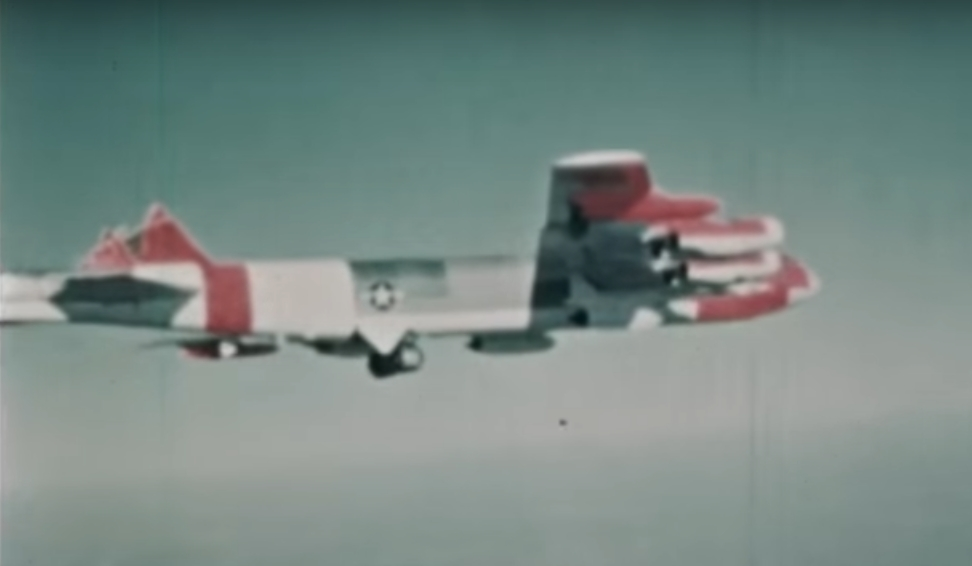
Boeing B-52 Stratofortress зіткнувся з ТЯН і втратив вертикальний стабілізатор. Екіпажу вдалося благополучно приземлитися в Арканзасі.

Турбулентність ясного неба (ТЯН) (турбулентність в ясному небі, жаргонізм в мові пілотів — «бовтанка у чистому небі», в метеорологічній документації — англ. Clear-air turbulence) — один з основних видів атмосферної турбулентності в авіації.

## Опис
Турбулентність ясного неба, на відміну від інших видів атмосферної турбулентності, не супроводжується значною хмарністю, а спостерігається при ясному небі або невеликій кількості хмар верхнього ярусу, при цьому явні ознаки турбулентності відсутні, тому її дуже складно виявити заздалегідь — як візуально, так і за допомогою радара.

## Прогнозування
Прогноз турбулентності ясного неба дуже важливий, так як ТЯН, як і будь-яка інша атмосферна турбулентність, катастрофічно впливає на літальні апарати. Такий прогноз утруднений через різку локалізацію в навколишньому потоці, велику мінливість розмірів і тривалості життя явища. Ці особливості ускладнюють не тільки прогноз, але і саме дослідження даного виду турбулентності. Зважаючи на відсутність можливості візуально або за допомогою радара спостерігати турбулентність ясного неба безпосередньо, її прогноз зводиться до виявлення непрямих ознак підвищеної ймовірності наявності зон турбулентності.

## Авіаційні події
- 17 березня 1960 року турбогвинтовий пасажирський літак Lockheed L-188 Electra зазнав катастрофи під містом Каннелтон ом. Як встановила комісія, однією з причин катастрофи була сильна турбулентність ясного неба[17]. Спочатку прогнози погоди в регіоні виключали ймовірність турбулентності ясного неба.
- Загибель Боїнга 707 на горі Фудзі в Японії, яка сталася 5 березня 1966 року. ТЯН поблизу гори була настільки сильною, що перевищила допустимі навантаження на конструкції літака, і він зруйнувався в повітрі при абсолютно ясній погоді.
- 6 серпня 1966 року авіалайнер BAC 1-11 авіакомпанії Braniff International Airways при спробі обійти грозовий фронт потрапив в зону турбулентності ясного неба і зазнав катастрофи в небі над штатом Небраска, США.
- 2 грудня 1968 року літак Fairchild F-27B авіакомпанії Wien Consolidated Airlines зазнав катастрофу на Алясці, можливо, через турбулентність ясного неба. З сильною турбулентністю ясного неба в районі катастрофи зіткнулися і інші літаки, в тому числі учасники пошукової операції.
- 12 листопада 2001 року Airbus A300 зазнав катастрофи через турбулентність при ясному небі[15], що виникла через супутного сліду іншого літака.
- 1 травня 2017 року Boeing 777 авіакомпанії «Аерофлот», здійснюючи рейс SU270[18] з Москви в Бангкок (Таїланд), потрапив в зону ТЯН, постраждало 27 осіб[19][12].